# Befandefa
Befandefa est une commune rurale malgache située dans la partie nord-ouest de la région d'Atsimo-Andrefana.